# Malá Poľana, Stropkov
Malá Poľana este o comună slovacă, aflată în districtul Stropkov din regiunea Prešov. Localitatea se află la altitudinea de 327 m deasupra n.m., se întinde pe o suprafață de 10,94 km2 și în 2017 număra 115 locuitori.

## Istoric
Localitatea Malá Poľana este atestată documentar din 1567.

## Demografie
| An:                | 1994 | 2004    | 2014   | 2024    |
| ------------------ | ---- | ------- | ------ | ------- |
| Număr de persoane: | 134  | 114     | 113    | 98      |
| Diferență:         |      | −14,92% | −0,87% | −13,27% |

| An:                | 2023 | 2024   |
| ------------------ | ---- | ------ |
| Număr de persoane: | 101  | 98     |
| Diferență:         |      | −2,97% |